# Nou Exèrcit del Poble
El Nou Exèrcit del Poble (sigles NPA) és una organització armada que forma l'ala militar del Partit Comunista de les Filipines, d'orientació maoista.
Fou fundat el 29 de març de 1969 (el mateix dia que el 1942 es va formar la resistència antijaponesa) però de fet fins a finals d'any no fou operatiu.
La fundació fou decidida pel líder del Partit Comunista, José Maria Sison, i aprovada pel Comitè Central del partit, que va encarregar el seu inici a l'antic comandant huk (Hukbalahap fou l'organització de resistència comunista contra els japonesos, que va romandre activa després del 1945 però era quasi desapareguda el 1969) Dante Buscayno, per lluitar contra la dictadura de Ferdinand Marcos. Al començament només hi eren 60 soldats amb 34 fusells. Amb la declaració de la llei marcial el 1972 milers d'estudiants es van incorporar al NPA.
Actualment domina algunes zones rurals a Luzon, les Visaies i Mindanao, però té menys importància que als anys vuitanta, quan va arribar a tenir vint-i-cinc mil guerrillers i guerrilleres permanentment en activitat. Els seus combatents actuals no superen els vuit mil.
Als anys noranta la caiguda de la Unió Soviètica i l'abandonament del comunisme per l'Estat xinès van portar a una seriosa crisi. Es va fer una important autocrítica (1992-1998) i es va reforçar el moviment amb la purga d'una part dels membres, alguns dels quals foren injustament acusats i van patir represàlies, mentre que altres van ser assassinats.
El 2002 el NPA fou inclòs dins la llista d'organitzacions terroristes dels Estats Units.
Un informe del 2003 explicà que hi havia constància de nenes soldat. Les nenes ex-soldat han explicat que vivien en igualtat amb els homes, rebent a més de l'adoctrinament filosòfic i polític, l'alfabetització (llegir i escriure). Les relacions sexuals estaven estrictament controlades de manera que si una dona volia tindre sexe amb algú havia de demanar autorització.